# Otto Sesana
Otto Norberto Sesana (nacido en Pujato el 16 de julio de 1943; fallecido en Casilda el 25 de enero de 2017) fue un futbolista argentino. Jugaba como defensor y debutó profesionalmente en Rosario Central.

## Carrera

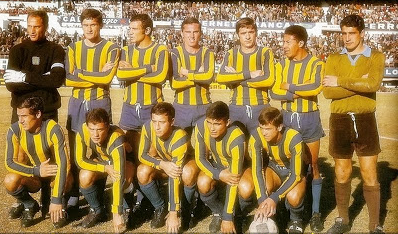
Rosario Central 1968. Parados: Andrada, Pascuttini, Mesiano, Mateos, Sesana, José Jorge González, Carnevali (arquero suplente); agachados: Gennoni, Palma, Poy, Gramajo, Alberto Gómez.

Sesana debutó en la primera canalla en 1963 y jugó hasta 1969 un total del 193 encuentros. Sus promisorias actuaciones como juvenil le confirieron convocatorias a la Selección sub-23. Su primer partido con la casaca auriazul fue el 26 de mayo de 1963, en encuentro ante San Lorenzo de Almagro válido por la 5.ª fecha del campeonato de ese año y que finalizó igualado en un tanto. El técnico canalla era Jim Lópes. Para 1965, tras la salida de Néstor Lucas Cardoso, se consolidó en la zaga central junto al santiagueño José Casares, titular desde 1960. 
Eran escasas las ausencias de Sesana; para 1967 cambió el compañero de zaga, al afirmarse el entonces juvenil Aurelio Pascuttini. Tomó parte de las buenas campañas que Central realizó durante la década de 1960, que presagiaron los títulos obtenidos en la siguiente.
En la fecha 22 del Metropolitano 1967 Central enfrentaba a River con la posibilidad de clasificar a semifinales del torneo consiguiendo una victoria; durante el calentamiento previo, Sesana recibió un pelotazo en su pierna, aún fría, lesionándola, y siendo reemplazado por Jorge Ainsa, que había jugado el partido de reserva. Central cayó derrotado y vio cerrada su participación en el campeonato.
Continuó su carrera en Huracán al año siguiente, cerrando su carrera en 1971 defendiendo la casaca de Danubio de Uruguay.

## Selección nacional
Disputó el Preolímpico de Lima 1964; para el mismo fue convocado por el entrenador Ernesto Duchini junto a sus compañeros de Rosario Central Carlos Bulla, José Malleo y Néstor Manfredi. Sesana sólo falto al quinto partido de su equipo, ante Perú, en el cual se desató la llamada Tragedia del Estadio Nacional del Perú, el día 24 de mayo. Formó dupla de marcadores centrales con Andrés Bertolotti.
Argentina terminó coronándose en el torneo y logrando la clasificación a los Juegos Olímpicos de Tokio 1964. En dicho torneo disputó dos encuentros, ante Ghana (1-1) y Japón (2-3), formando dupla nuevamente con Bertolotti. Su equipo finalizó en el 10.° puesto.

### Participaciones en la Selección Argentina
| Copa                           | Sede  | Resultado  | PJ | Goles |
| ------------------------------ | ----- | ---------- | -- | ----- |
| Preolímpico Sudamericano 1964  | Perú  | Campeón    | 4  | 0     |
| Juegos Olímpicos de Tokio 1964 | Japón | 10° Puesto | 2  | 0     |

## Clubes
| Club                  | País      | Año       |
| --------------------- | --------- | --------- |
| Rosario Central       | Argentina | 1963-1969 |
| Club Atlético Huracán | Argentina | 1970      |
| Danubio               | Uruguay   | 1971      |

## Palmarés
| Equipo                     | Título                          | Sede | Año  |
| -------------------------- | ------------------------------- | ---- | ---- |
| Selección Argentina sub-23 | Torneo Preolímpico Sudamericano | Lima | 1964 |